# Salat Fajr
Salat Sobh
Pour les articles homonymes, voir Fadjr.
Salat Sobh (arabe : صلاة الصبح ṣalāt aṣ-Ṣobḥ, « prière de l'aube ») ou salat Fajr (صلاة الفجر ṣalāt al-fajr) est une prière pratiquée par les musulmans entre l'aube et le lever du soleil. C'est la première (en comptant à partir de minuit), ou la troisième (en comptant à partir du coucher du soleil comme dans la tradition musulmane), des cinq prières quotidiennes appelées  salat. Elle comprend deux rak'ah (unités de prière).

## Déroulement

### 2 Rak'ah
La prière de Sobh (fajr) est composée de 2 rak'ah (unités de prière).
|                         | Rak'ah 1               |                |  |                                      | Rak'ah 2               |                 |
| Position                | Instruction            | Récitation     |  | Position                             | Instruction            | Récitation      |
| ----------------------- | ---------------------- | -------------- |  | ------------------------------------ | ---------------------- | --------------- |
| Debout                  | Intention (Niyyah)     | haute voix     |  |                                      |                        |                 |
| Debout les mains levées | takbir                 | Dieu est grand |  | Debout                               | Al-Fatiha 2ème sourate |                 |
| Debout                  | Al-Fatiha 2ème sourate |                |  | Debout mains devant                  | Qunout                 | Demande à Dieu  |
| Ruku                    | Subhan Allah           | Gloire à Dieu  |  | Ruku                                 | Subhan Allah           | Gloire à Dieu   |
| Debout                  |                        | Dieu écoute    |  | Debout                               |                        | Dieu écoute     |
| Sujud                   | 1er Sadjan             | Gloire à Dieu  |  | Sujud                                | 1er Sagjan             | Gloire à Dieu   |
| Assis                   |                        | Pardon à Dieu  |  | Assis                                |                        | Pardon à Dieu   |
| Sujud                   | 2ème Sadjan            | Gloire à Dieu  |  | Sujud                                | 2ème Sadjan            | Gloire à Dieu   |
| Debout                  |                        | Merci à Dieu   |  | Assis                                | Tashahud               | Dieu est unique |
|                         |                        |                |  | Assis Regard à droite, puis à gauche | Taslim                 | Salam           |

## Obligation
Les cinq prières, dont celle-ci, sont l'un des cinq piliers de l'islam, obligatoire pour chaque musulman ayant atteint la puberté.